# Montagne de Clariden
Le Clariden est une montagne des Alpes glaronaises à 3 267 m d'altitude, à cheval sur les cantons d'Uri et de Glaris, en Suisse.